# Duke Williams
D'haquille « Duke » Williams (né le 13 mai 1993) est un wide receiver de football canadien pour les Roughriders de la Saskatchewan. Il a joué au football américain universitaire aux États-Unis à Auburn. Il a fait ses débuts professionnels en 2017 avec les Eskimos d'Edmonton de la Ligue canadienne de football (LCF). Il a signé avec les Bills de Buffalo au sein de la National Football League (NFL) en 2019.

## Carrière professionnelle

### Rams de Los Angeles
Le 10 mai 2016, Williams signe un contrat de 3 ans avec les Rams de Los Angeles. Le 3 septembre 2016, son contrat est finalement annulé par les Rams.

### Eskimos d'Edmonton
Williams a signé avec les Eskimos d'Edmonton de la Ligue canadienne de football (LCF) avant la saison 2017 de la Ligue canadienne de football. Il est devenu un joueur vedette de la LCF en saison 2018 de la Ligue canadienne de football, obtenant la désignation de meilleur joueur du mois pour les mois de juin et juillet. Le 5 janvier 2019, Williams a été libéré par les Eskimos d'Edmonton et se saisit d'une opportunité en NFL.

### Buffalo Bills
Le 7 janvier 2019, Williams a signé avec les Bills de Buffalo de la NFL. Williams a disputé les quatre matchs de présaison des Bills. Le 5 octobre 2019, Williams a été promu sur la liste active. Il a attrapé 4 passes pour 29 yards et le touché gagnant du match dans une victoire de 14–7 Bills contre les Titans du Tennessee le 6 octobre 2019.

### Roughriders de la Saskatchewan
Le 4 octobre 2021, il signe avec les Roughriders de la Saskatchewan,. En fevrier 2022, il re-signe avec Saskatchewan, avec un contrat d'un an d'une valeur de 260 000 $.